# Contrôle des alluvions

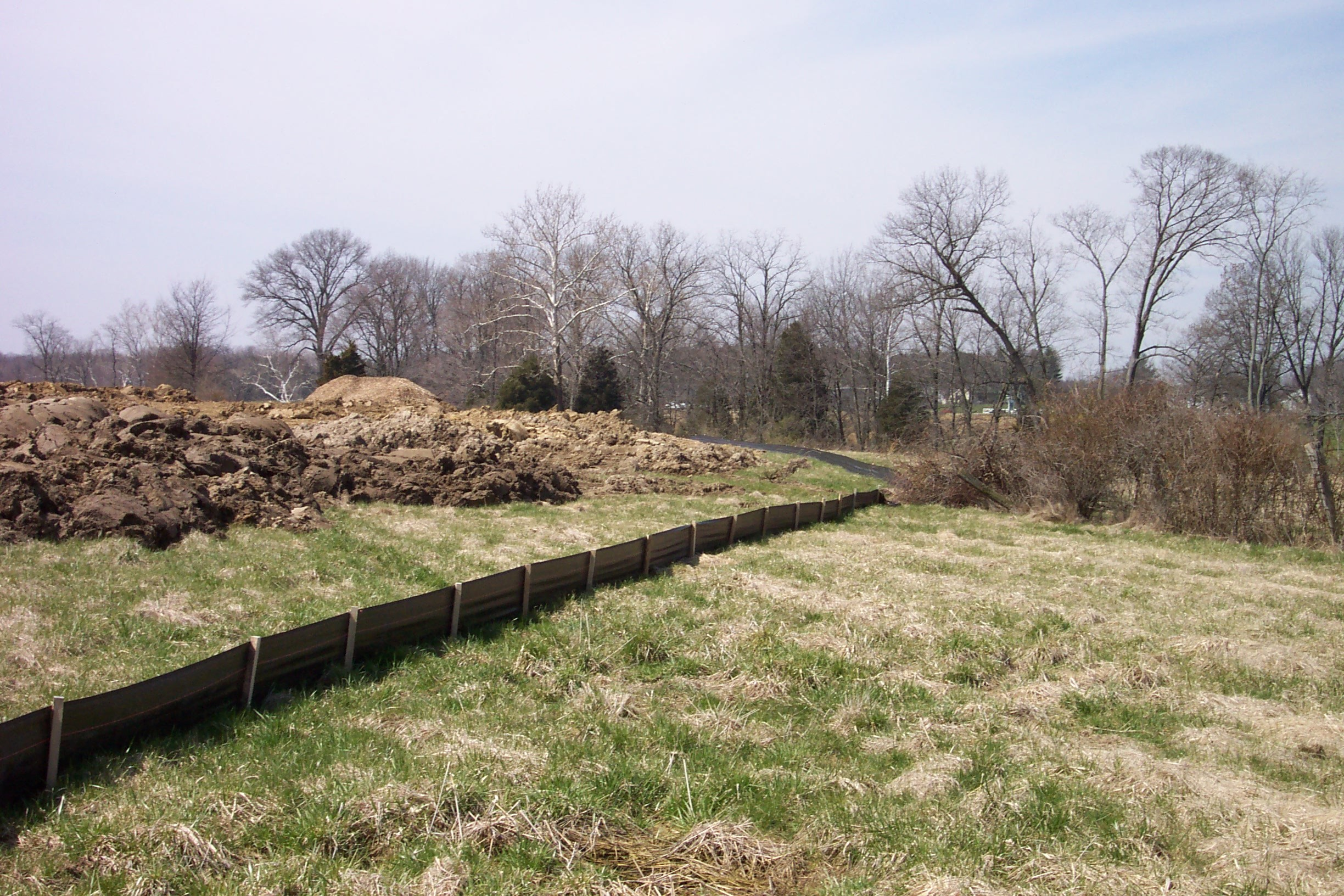
Barrière à sédiments installée sur un chantier de construction.

Aux États-Unis, le contrôle des alluvions (en anglais : sediment control) sont une pratique ou un dispositif conçu pour maintenir un sol érodé sur un chantier de construction, afin qu'il ne se lave pas et n'occasionne pas de pollution de l'eau à un ruisseau, une rivière, un lac ou une mer à proximité. Le contrôle des alluvions va généralement de pair avec la lutte contre l'érosion, qui est conçu pour prévenir ou minimiser l'érosion et ainsi réduire le besoin de contrôles des alluvions. Le contrôle des alluvions consiste généralement en des mesures temporaires, mais il peut être utilisées à des fins de gestion des eaux pluviales.

## Contrôles des alluvions couramment utilisés

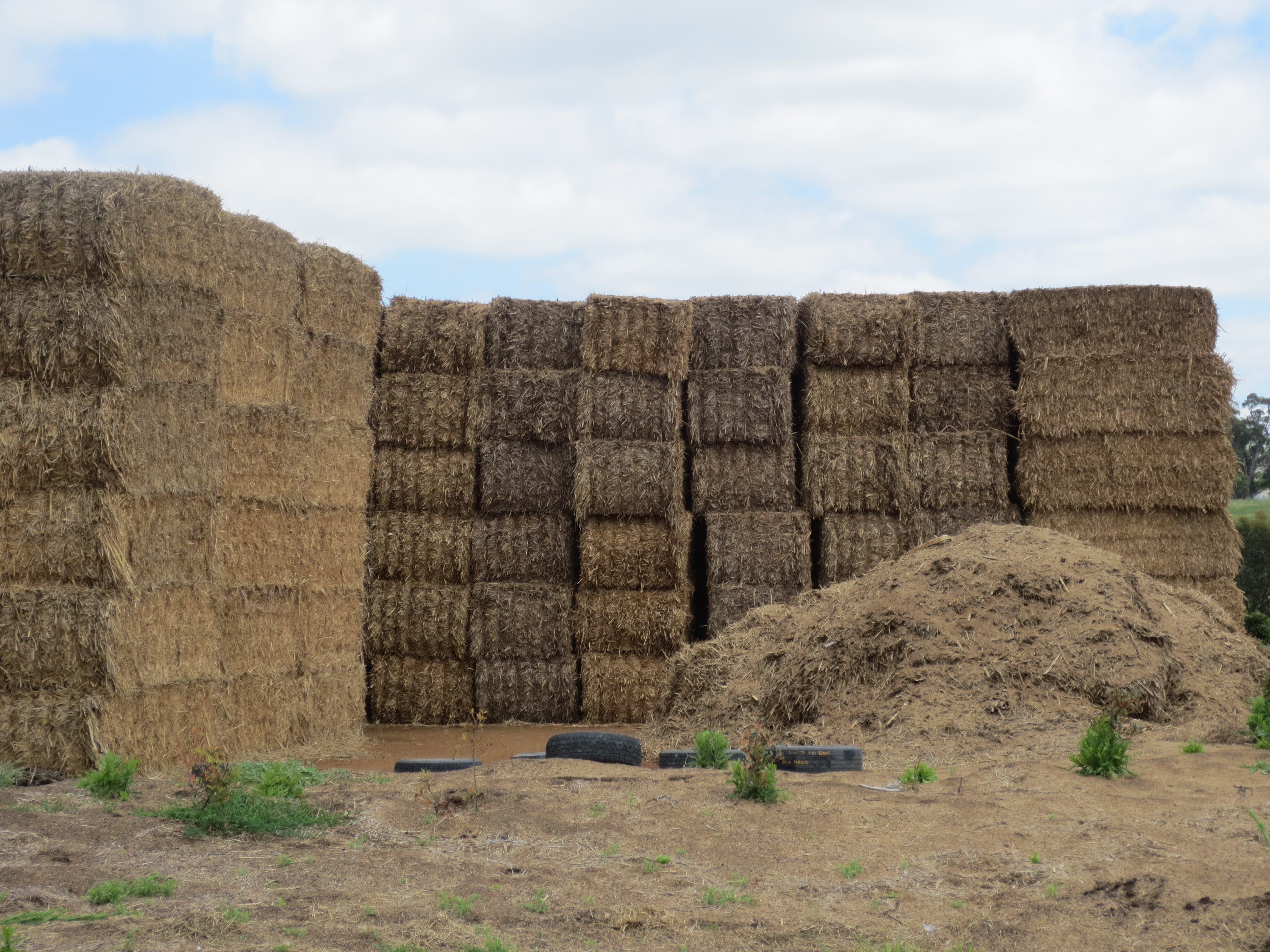
Des ballots de foin sont parfois utilisées pour le contrôle des sédiments

- Barrage de correction (en)
- Digue de dérivation (temporaire)
- Fiber roll (en)
- Gabions
- Barrière de sac de sable
- Sediment basin (en)
- Silt fence (en), barrière à sédiments
- Turbidity curtain [2]

## Systèmes de traitement actifs
Le traitement chimique des sédiments, communément appelé active treatment system, est une forme relativement nouvelle de contrôle des sédiments pour l'industrie de la construction. Il est conçu pour réduire la turbidité dans les plans d'eau à proximité et implique la collecte des eaux de ruissellement chargées de sédiments dans un bassin ou un réservoir, et l'ajout d'un floculant chimique. Un exemple de vidéo de dosage de produits chimiques sur des solides à décantation lente est disponible sur YouTube. Cela amène les sédiments à se déposer afin qu'ils puissent être plus facilement retirés de l'eau. Certains des produits chimiques floculants utilisés pour le traitement des sédiments sont le chitosane et des polymères tels que le polyacrylamide. L'eau est ensuite pompée à travers un système d'élimination, tel qu'un filtre Siltbuster, à sable, ou à cartouche, avant d'être évacuée. Le contrôle chimique des sédiments est actuellement utilisé sur certains chantiers de construction aux États-Unis et en Europe, généralement des sites plus grands où le potentiel de dommages aux cours d'eau voisins est élevé.
Une autre conception de système de traitement actif utilise l'électrocoagulation pour floculer les particules en suspension dans les eaux pluviales, suivie d'une étape de filtration.

## Exigences réglementaires
Tous les États américains ont des lois exigeant l'installation de dispositifs de contrôle de l'érosion et des alluvions  (en anglais : erosion and sediment controls, ESC) sur les chantiers de construction d'une taille spécifiée. La réglementation fédérale exige des ESCs sur les sites de un acre (0,4 ha) et plus grand. Les sites plus petits qui font partie d'un plan de développement commun (par exemple, un lotissement résidentiel) doivent également avoir des ESCs. Dans certains États, les sites non contigus de moins de un acre doivent également avoir des ESCs. Par exemple, l'État du Maryland exige des ESC sur des sites de cinq mille pieds carrés 460 m2 ou plus. Les dispositifs de contrôle des sédiments doivent être installés avant le début de la perturbation du sol (c'est-à-dire le défrichage, l'essouchement et le nivellement) et doivent être maintenus pendant toute la phase de perturbation occasionné par les travaux de construction.